# Beuningen
Beuningen (phát âmⓘ) là một đô thị và thị xã ở phía đông Hà Lan gần thành phố Nijmegen. Đô thị này gồm các thị xã Beuningen, Ewijk, Winssen và Weurt.
Về phía bắc đô thị này giáp sông Waal còn phía đông là Nijmegen.

## Các trung tâm dân cư
- Beuningen
- Ewijk
- Weurt
- Winssen